# Сњежњица
Сњежњица (слч. Snežnica) насељено је мјесто са административним статусом сеоске општине (слч. obec) у округу Кисуцке Нове Место, у Жилинском крају, Словачка Република.

## Становништво
| Година:    | 1994. | 2004.    | 2014.   | 2024.    |
| ---------- | ----- | -------- | ------- | -------- |
| Број људи: | 893   | 987      | 988     | 1129     |
| Разлика:   |       | +10,52 % | +0,10 % | +14,27 % |

| Година:    | 2023. | 2024.   |
| ---------- | ----- | ------- |
| Број људи: | 1127  | 1129    |
| Разлика:   |       | +0,17 % |

Према подацима о броју становника из 2023. године насеље је имало 1.127 становника.